# Euryattus bleekeri
Euryattus bleekeri là một loài nhện trong họ Salticidae.
Loài này thuộc chi Euryattus. Euryattus bleekeri được Carl Ludwig Doleschall miêu tả năm 1859.